# Stipagrostis pennata
Stipagrostis pennata är en gräsart som först beskrevs av Carl Bernhard von Trinius, och fick sitt nu gällande namn av De Winter. Stipagrostis pennata ingår i släktet Stipagrostis och familjen gräs. Inga underarter finns listade i Catalogue of Life.